# Amy Morton
Amy Morton (3 de abril de 1959) é uma atriz e realizadora norte-americana, mais conhecida pelo seu trabalho no teatro. Morton foi nomeada duas vezes para os prémios Tony, na categoria de Melhor Atriz num Peça, pela sua performance em August: Osage County e Who's Afraid of Virginia Woolf?. É também conhecida pela participação nos filmes Rookie of the Year (1993), Up in the Air (2009), O Dilema (2011) e Bluebird (2013). Em 2014, Morton começou a sua participação na série da NBC Chicago P.D, onde faz de Sargento Trudy Platt.

## Vida e Carreira
Morton nasceu em Oak Park, Illinois, e frequentou a Oak Park e River Forest High School em Oak Park. Frequentou a Faculdade de Triton College e a Universidade de Clarke, mas não concluiu os cursos.
Membro do grupo de atores do teatro Steppenwolf desde 1997, Morton passou a maior parte da sua carreira a trabalhar nos teatros de Chicago. Apareceu em muitas peças, incluindo Clybourne Park, American Buffalo, Dublin Carol, The Pillowman, Love-Lies-Bleeding e Awake and Sing.
Morton fez a sua estreia na Broadway como Enfermeira Ratched, contracenando com Gary Sinise, na peça vencedora de um prémio Tony em 2001, One Flew Over the Cuckoo's Nest. Fez o papel de Barbara, tanto na produção original de Chicago como na original da Broadway, na produção de Tracy Letts de August: Osage County. Pela sua performance, foi nomeada para um prémio Tony e para um Drama Desk Award. Morton retomou o papel no outono de 2008 na produção londrina no Royal National Theatre. Morton recebeu a sua segunda nomeação para os prémios Tony pela sua performance da personagem principal, na peça Who's Afraid of Virginia Woolf? (2012–13). Em 2015, fez a sua estreia como realizadora, com a peça Guards at theTaj.
Morton apareceu em inúmeros filmes. Fez a sua estreia no mundo dos filmes com o papel secundário na comédia de 1992, Straight Talk, junto com Dolly Parton. Em 1993 teve o papel de mãe da personagem principal do filme Rookie of the Year. O filme foi um sucesso, tendo arrecadado mais de 56 milhões de dólares no mundo inteiro. O seu projeto seguinte foi no thriller de 1999 8mm, realizado por Joel Schumacher. Dez anos depois, Morton conseguiu o papel de irmã da personagem interpretada por George Clooney no aclamado filme Up in the Air realizado por Jason Reitman. Em 2011 apareceu na comédia-drama O Dilema, e em 2013 conseguiu o papel principal no aclamado filme independente Bluebird.
Na televisão, Morton apareceu como convidada em Crime Story, The Equalizer, ER, Private Practice, e Homeland. De 2011 a 2012 teve o papel recorrente de Catherine Walsh, a candidata Republicana para Governador, no drama política da Starz, Boss. De 2013 a 2014 teve o papel recorrente de chefe de Erin Reagan, Amanda Harris, no drama da CBS, Blue Bloods. Em 2014, Morton foi escolhida para o papel recorrente de Sargento Trudy Platt nos dramas da NBC Chicago Fire e Chicago P.D. Morton foi promovida a regular na segunda temporada de Chicago P.D.

## Filmografia

### Filmes
| Ano  | Título             | Papel             | Notas |
| ---- | ------------------ | ----------------- | --- |
| 1992 | Straight Talk      | Ann               | |
| 1993 | Falling Down       | Mãe no Back Yard  | |
| 1993 | Rookie of the Year | Mary Rowengartner | |
| 1999 | 8mm                | Janet Mathews     | |
| 2009 | The Greatest       | Lydia             | |
| 2009 | Up in the Air      | Kara Bingham      | Prémio – Central Ohio Film Critics Association para Melhor Elenco Nomeação – Critics' Choice Movie Award for Best Acting Ensemble Nomeação – Denver Film Critics Society Award for Best Acting Ensemble Nomeação – Washington DC Area Film Critics Association Award for Best Ensemble |
| 2011 | The Dilemma        | Diane Popovich    | |
| 2013 | Bluebird           | Lesley            | Prémio Karlovy Vary International Film Festival para Melhor Atriz |

### Televisão
| Ano             | Título             | Papel                           | Notas                                                                 |
| --------------- | ------------------ | ------------------------------- | --------------------------------------------------------------------- |
| 1983            | Through Naked Eyes | Karen                           | Filme de TV                                                           |
| 1986–1987       | Crime Story        | Brenda Mahoney/Rapariga Grávida | 3 episósioa                                                           |
| 1988–1989       | The Equalizer      | Linda Wilhite / Gina Rox        | Episódios: "Eighteen with a Bullet" e "Endgame"                       |
| 1993            | Kiss of a Killer   | Reba                            | Filme de TV                                                           |
| 2009            | ER                 | Mrs. Walters                    | Episódio: "Shifting Equilibrium"                                      |
| 2011            | Private Practice   | Leni                            | Episódio: "Who We Are"                                                |
| 2011–2012       | Boss               | Catherine Walsh                 | Papel recorrente, 9 episódios                                         |
| 2013            | Homeland           | Erin Kimball                    | Episódio: "Tin Man Is Down"                                           |
| 2013–2014       | Blue Bloods        | Amanda Harris                   | Papel recorrente, 5 episódios                                         |
| 2014            | Girls              | Sissy                           | Episódio: "Flo"                                                       |
| 2014–present    | Chicago Fire       | Sargento Trudy Platt            | Papel recorrente, 28 episódios                                        |
| 2014–present    | Chicago P.D.       | Sargento Trudy Platt            | Papel recorrente (temporada 1) Papel principal (temporada 2–presente) |
| 2017, 2019-2020 | Chicago Med        | Sargento Trudy Platt            | Papel recorrente, 3 episódios                                         |
| 2017            | Chicago Justice    | Sargento Trudy Platt            | Episódio: "Uncertainty Principle"                                     |
| 2022            | The Bear           | Nancy Chore                     | Episódio: "Hands"                                                     |

## Prémios
Tony Awards
- Nomeada – 2008 – Best Actress in a Play – August: Osage County
- Nomeada – 2013 – Best Actress in a Play – Who's Afraid of Virginia Woolf?

Drama Desk Awards
- Nomeada – 2008 – Best Actress in a Play – August: Osage County
- Nomeada – 2013 – Best Actress in a Play – Who's Afraid of Virginia Woolf?

Joseph Jefferson Awards (Chicago, IL)
- Nomeada – 1984 – Actress in a Principal Role in a Play – Life and Limb (Teatro Wisdom Bridge)
- Vencedora – 1986 – Actress in a Supporting Role in a Play – You Can't Take It with You (Companhia de Teatro Steppenwolf)
- Nomeada – 1986 – Actress in a Principal Role in a Play – Puntila and his Hired Man (Teatro Remains)
- Nomeada – 1987 – Actress in a Principal Role in a Play – Higher Standard of Living (Remains Theatre)
- Nomeada – 1988 – Actress in a Supporting Role in a Play – Big Time (Teatro Remains)
- Nomeada – 2002 – Director of a Play – Glengarry Glen Ross (Companhia de Teatro Steppenwolf)
- Nomeada – 2002 – Actress in a Principal Role in a Play – The Royal Family (Companhia de Teatro Steppenwolf)
- Nomeada – 2003 – Actress in a Principal Role in a Play – Homebody/Kabul (Companhia de Teatro Steppenwolf)
- Nomeada – 2007 – Actress in a Principal Role in a Play – August: Osage County (Companhia de Teatro Steppenwolf)

Helen Hayes Awards (Washington DC)
- Nomeada - 2012 - Outstanding Lead Actress, Non-Resident Production - Who's Afraid of Virginia Woolf